# Carbotarima
Carbotarima es un género de foraminífero bentónico de la subfamilia Globoendothyrinae, de la familia Globoendothyridae, de la superfamilia Tournayelloidea, del suborden Fusulinina y del orden Fusulinida. Su especie tipo es Carbotarima postfinitima. Su rango cronoestratigráfico abarca desde el Tournasiense superior hasta el Viseense medio (Carbonífero inferior).

## Discusión
Clasificaciones más recientes incluyen Carbotarima en el suborden Tournayellina, del orden Tournayellida, de la subclase Fusulinana y de la clase Fusulinata.

## Clasificación
Carbotarima incluye a la siguiente especie:
- Carbotarima postfinitima †